# Luca Philipp
Luca Philipp (Stoccarda, 28 novembre 2000) è un calciatore tedesco, portiere dell'Hoffenheim.

## Carriera

### Club
È cresciuto nel settore giovanile dell'Hoffenheim, che lo ha assegnato alla propria squadra B in Regionalliga a partire dalla stagione 2021-2022.
A partire dalla stagione 2024-2025 è stato promosso in prima squadra, dove ha debuttato il 16 agosto nell'incontro di DFB-Pokal vinto ai rigori contro il Kickers Würzburg. Successivamente nel corso della stagione ha anche esordito sia nella prima divisione tedesca che nelle competizioni continentali per club, giocando una partita nella fase campionato di Europa League.

### Nazionale
Ha giocato con la nazionale giovanile tedesca Under-21.

## Statistiche

### Presenze e reti nei club
Statistiche aggiornate al 8 febbraio 2025.
| Stagione        | Squadra         | Campionato      | Campionato | Campionato | Coppe nazionali | Coppe nazionali | Coppe nazionali | Coppe continentali | Coppe continentali | Coppe continentali | Altre coppe | Altre coppe | Altre coppe | Totale | Totale | Totale |
| Stagione        | Squadra         | Comp            | Pres       | Reti       | Comp            | Pres            | Reti            | Comp               | Pres               | Reti               | Comp        | Pres        | Reti        | Pres   | Reti   |        |
| --------------- | --------------- | --------------- | ---------- | ---------- | --------------- | --------------- | --------------- | ------------------ | ------------------ | ------------------ | ----------- | ----------- | ----------- | ------ | ------ | ------ |
| 2020-2021       | Hoffenheim II   | RL              | 23         | -39        | -               | -               | -               | -                  | -                  | -                  | -           | -           | -           | 23     | -39    |        |
| 2021-2022       | Hoffenheim II   | RL              | 21         | -34        | -               | -               | -               | -                  | -                  | -                  | -           | -           | -           | 21     | -34    |        |
| 2022-2023       | Hoffenheim II   | RL              | 4          | -4         | -               | -               | -               | -                  | -                  | -                  | -           | -           | -           | 4      | -4     |        |
| 2023-2024       | Hoffenheim II   | RL              | 4          | -2         | -               | -               | -               | -                  | -                  | -                  | -           | -           | -           | 4      | -2     |        |
| 2024-2025       | Hoffenheim      | BL              | 4          | -9         | CG              | 1               | -2              | UEL                | 1                  | -3                 | -           | -           | -           | 7      | -14    |        |
| Totale carriera | Totale carriera | Totale carriera | 58         | -88        |                 | 1               | -2              |                    | 1                  | -3                 |             | -           | -           | 60     | -93    |        |